# Maria Contreras Coll
Maria Contreras Coll (Barcelona, 1991) és una fotògrafa catalana. És graduada en Belles Arts per la Universitat de Barcelona i té un postgrau en Fotoperiodisme per la Universitat Autònoma de Barcelona. La seva fotografia exposa qüestions socials des d’una perspectiva íntima, especialment temes com el gènere i els drets de les dones. Després de treballar, durant un any, al voltant de la crisi de refugiats i migrants a Europa, va establir-se durant dos anys al Nepal, on va retratar la lluita de les dones contra les restriccions menstruals. Actualment està treballant en un projecte sobre violència sexual a Espanya amb el suport de la Beca Joana Biarnès, i explora els conceptes de dona i religió a diferents parts del món gràcies al suport de la National Geographic Society. És membre de Women Photograph, exploradora de National Geographic 2020-2021 i actualment participa en el programa de mentoratge de l’Anderson Ranch Arts Center. La seva feina ha estat publicada a The New York Times, The Washington Post, Marie Claire o La Vanguardia, i s’ha exposat a Dubai, Londres o Barcelona. És professora convidada i tutora a la UAB, i recentment ha estat guardonada amb un POY Latam pel seu treball al Nepal.

## Premis i reconeixements
- 2021 Premi Nacional de Cultura.[3]